# Sierra Madre (Filipinas)

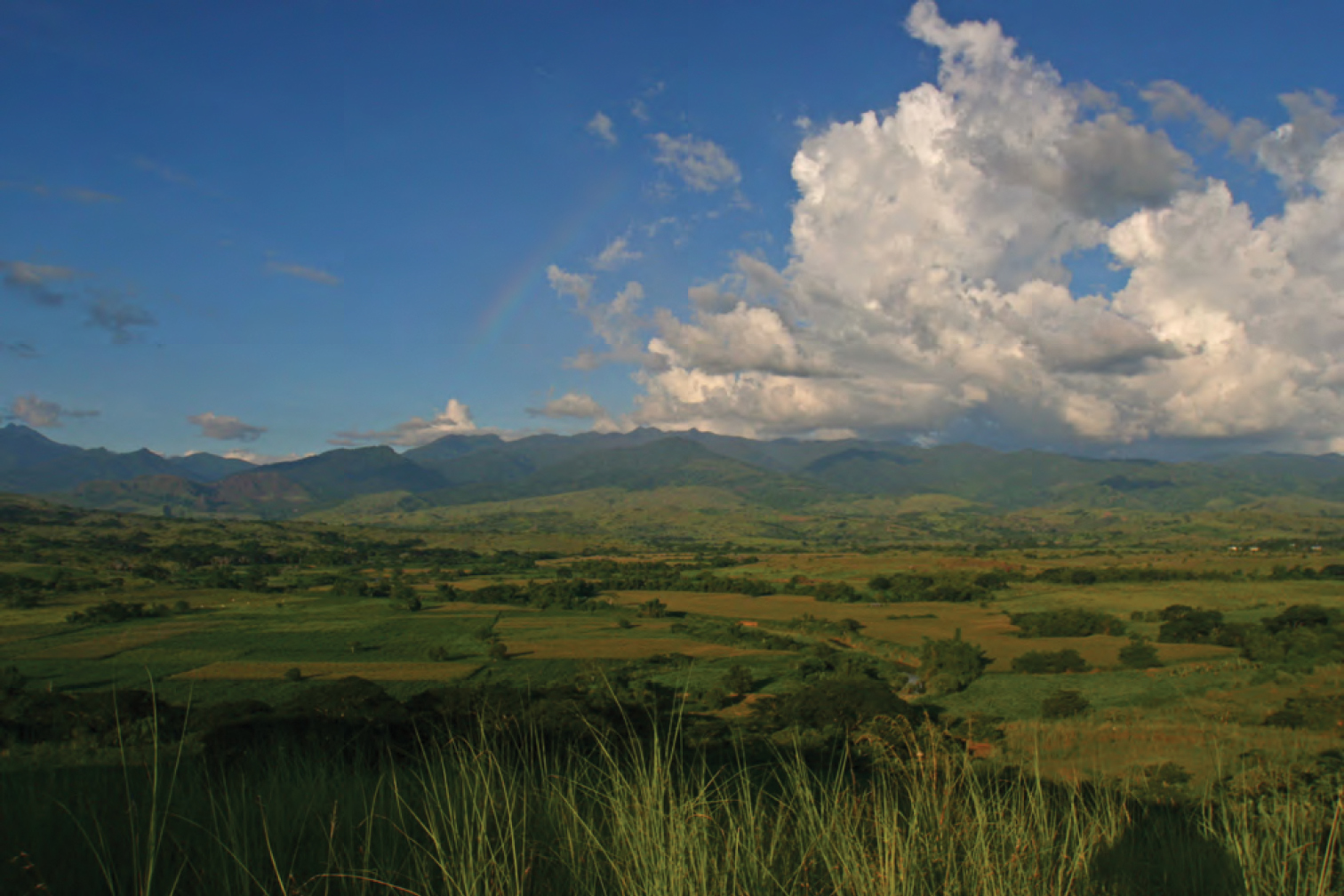
La Sierra Madre.

La Sierra Madre es una cordillera en Filipinas. Es la más larga del país (unos 340 km) y corre paralela a la costa oriental del norte de la isla de Luzón. Comienza en la provincia de Cagayán, al norte, pasa por las de Nueva Vizcaya e Isabela y termina en Quezón, al sur. Entre ésta cordillera y la Cordillera Central se encuentra el río Cagayán. Algunos de sus picos, como el monte Mirador, tienen un paisaje espectacular. El Parque nacional Quezón se encuentra en esta cadena. Su punto más alto es el monte Anacuao (1850 m).
- Datos: Q2166028
- Multimedia: Sierra Madre (Philippines) / Q2166028